# Lophoproctus jeanneli
Lophoproctus jeanneli är en mångfotingart som först beskrevs av Henri W. Brölemann 1910.  Lophoproctus jeanneli ingår i släktet Lophoproctus och familjen Lophoproctidae. Utöver nominatformen finns också underarten L. j. litoralis.